# Улу-джами (Дивриги)
Улу-джами (тур. Divriği Ulu Cami ve Darüşşifa) — комплекс соборной мечети и дарю'ш-шифа (госпиталь), находится в городе Дивриги в Турции, является частью Всемирного наследия ЮНЕСКО. Мечеть была основана Хусамеддином Ахмед-шахом (1228—1252), беем Мангуджакидов (Дивриги был одной из его столиц), а госпиталь — его женой Туран Мелек (дочерью бея Мангуджакидов из Эрзинджана).
Во время Второй мировой войны комплекс использовался как хранилище драгоценностей из дворца Топкапи.

## Галерея
- Портал Darüşşifa
- Интерьер мечети
- Фрагмент резьбы по камню
- Интерьер госпиталя
- Фрагмент портала
- Портал Darüşşifa
- Резьба по камню птицы
- Портал мечети
- Общий вид здания
- Другой портал